# Balnot-sur-Laignes
Balnot-sur-Laignes település Franciaországban, Aube megyében. Lakosainak száma 157 fő (2022. január 1.). Balnot-sur-Laignes Avirey-Lingey, Buxeuil, Neuville-sur-Seine, Polisy és Les Riceys községekkel határos.

## Népesség
A település népessége az elmúlt években az alábbi módon változott:
| Lakosok száma | 172  | 149  | 175  | 160  | 162  | 156  | 155  | 155  | 154  | 157  |
|               | 1968 | 1982 | 1999 | 2006 | 2011 | 2015 | 2017 | 2018 | 2020 | 2022 |